# Amédée de Savoie-Achaïe
Pour les articles homonymes, voir Amédée de Savoie.
Amédée de Savoie dit de Savoie-Achaïe, ou encore de Piémont, né en 1363 et mort le 7 mai 1402, est un seigneur de Piémont de 1368 à 1402, et prétendant à la principauté d'Achaïe ou Morée.

## Biographie
Amédée, ou encore Amadeus, Amé, né en 1363, est le fils de Jacques, seigneur de Piémont, et de Marguerite de Beaujeu (1346-1402).
Amédée succède à son frère, Philippe II, seigneur de Piémont, en 1368. Samuel Guichenon le fait héritier universel de son père mort en réalité un an plus tôt, en 1367, résultant du jeu d'influence de sa seconde épouse, Marguerite de Beaujeu, au détriment du frère aîné, Philippe, issu du premier mariage avec Sibylle des Baux. En 1368, il fait valoir ses droits en tant qu'héritier du titre de prince d'Achaïe ou Morée auprès du Pape Clément VII. Ce dernier reconnaît cet héritage en 1387.
De 1387 à 1391, il fait diverses démarches diplomatiques et des préparatifs militaires en vue de récupérer la principauté d'Achaïe ; malgré certains succès diplomatiques, ces projets n'aboutissent pas, Amédée étant finalement retenu en Savoie par les conflits concernant la régence du jeune Amédée VIII après la mort, en novembre 1391, d'Amédée VII de Savoie,.
Amédée de Savoie meurt le 7 mai 1402,. Son corps est inhumé dans l'église Saint François de Pignerol.

## Mariage et postérité
Amédée de Savoie épouse le 22 septembre 1380, au château de Duingt, Catherine de Genève († 1407), fille du comte de Genève Amédée III et de Mathilde d'Auvergne, dite « Mahaut d'Auvergne » ou « de Boulogne »,,. Ils ont quatre filles :
- Marguerite (v. 1382/89 - † 1464), abbesse de Sainte-Catherine d'Alexandrie à Albe après son veuvage, mariée en 1403 à Théodore II (1361 † 1418), marquis de Montferrat ;
- Bonne (21 juin 1390 - après 1392) ;
- Mathilde (v. 1390/1403 - † 1438), mariée en 1417 à Louis III (1378 † 1436), comte palatin du Rhin ;
- Catherine (née vers 1400).

## Sigillographie
Un sceau de 1379 porte les armes de la maison de Savoie, de gueules à la croix d'argent chargée d'une bande. Cet écu est « surmonté d'un heaume fermé, cimé d'un lion et soutenu par 2 animaux fantastiques à corps d'oisaeu et à tête de dragon ». En 1383, un autre sceau porte entre autres les armes de la maison de Savoie-Achaïe, de gueules, à la croix d'argent, à la cotice d'argent brochant sur le tout.